# Providence County
Providence County ist ein County im Bundesstaat Rhode Island der Vereinigten Staaten. Im Jahr 2020 hatte das County 660.741 Einwohner und eine Bevölkerungsdichte von 617 Einwohnern pro Quadratkilometer. Der Verwaltungssitz (County Seat) ist Providence.

## Geographie
Das County hat eine Fläche von 1129 Quadratkilometern, wovon 58 Quadratkilometer Wasserfläche sind. Es grenzt im Uhrzeigersinn an folgende Countys: Norfolk County (Massachusetts), Bristol County, Bristol County (Massachusetts), Kent County, Windham County (Connecticut) und Worcester County (Massachusetts).

## Geschichte
Providence County wurde 1703 als Providence Plantations County gegründet und 1729 in Providence County umbenannt.

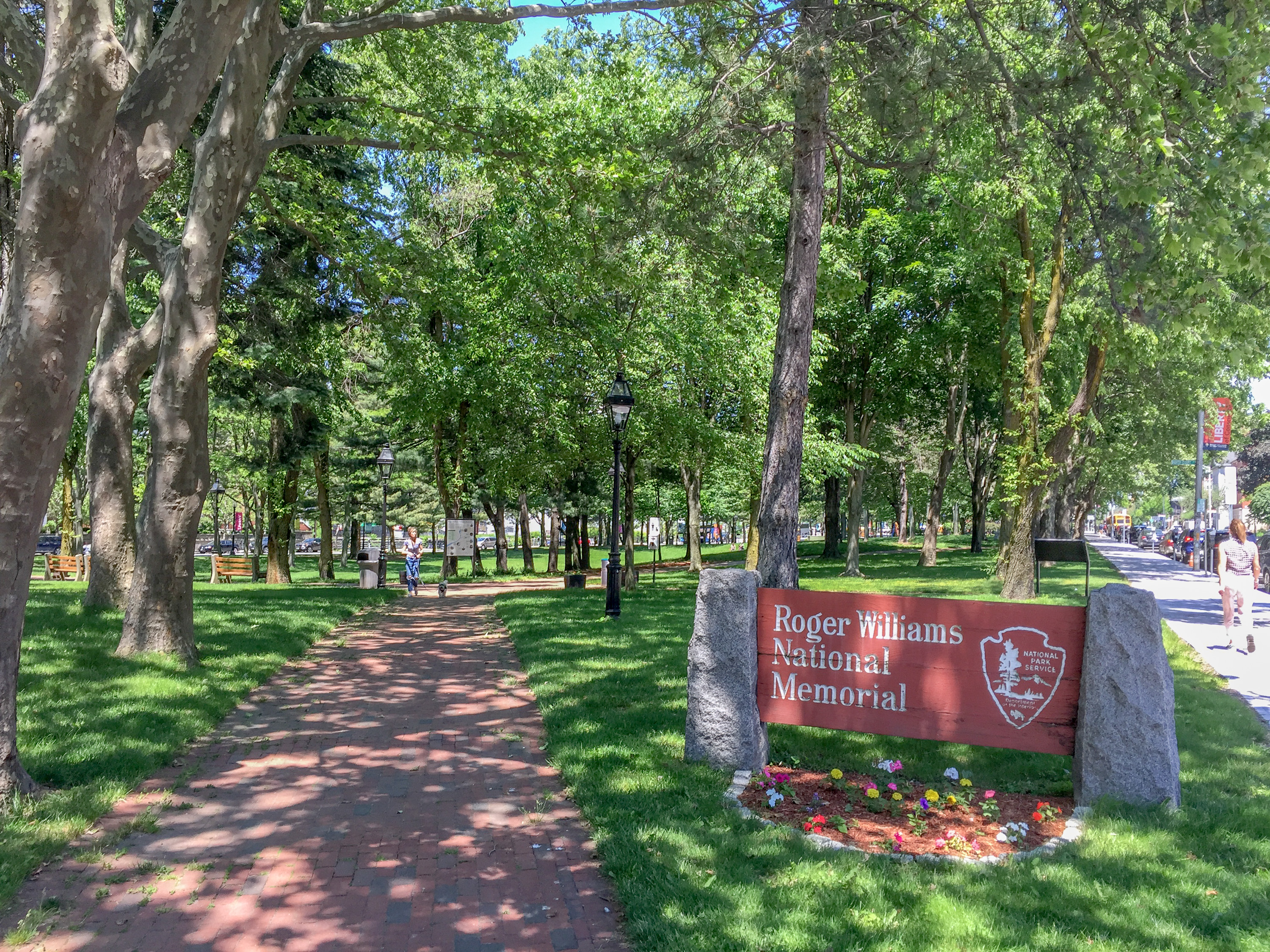
Eingang zum Roger Williams National Memorial

Im County liegt eine geschützte Stätte besonders hoher Bedeutung für die amerikanische Geschichte, das Roger Williams National Memorial. 15 Orte im County haben den Status einer National Historic Landmark. 412 Bauwerke und Stätten des Countys sind im National Register of Historic Places (NRHP) eingetragen (Stand 25. Juli 2018).

## Demographie
Laut der Volkszählung im Jahr 2000 lebten im Providence County 621.602 Einwohner in 239.936 Haushalten und 152.839 Familien. Die Bevölkerung setzte sich aus 78,38 Prozent Weißen, 6,55 Prozent Schwarzen und 2,90 Prozent Asiaten zusammen. 13,39 Prozent der Bevölkerung waren spanischer oder lateinamerikanischer Abstammung. Das Prokopfeinkommen betrug 19.255 US-Dollar; 11,9 Prozent der Familien sowie 15,5 Prozent der Bevölkerung lebten unter der Armutsgrenze.

## Städte und Gemeinden
- Burrillville
- Central Falls
- Cranston
- Cumberland
- East Providence
- Foster
- Glocester
- Johnston
- Lincoln
- North Providence
- North Smithfield
- Pawtucket
- Providence
- Scituate
- Smithfield
- Woonsocket